# ستيفن لوبو
ستيفن لوبو (بالإنجليزية: Stephen Lobo)‏ هو ممثل كندي وبريطاني، ولد في 22 نوفمبر 1973 في كندا.

## أعمال

### مسلسلات
- المسافرون

## وصلات خارجية
- ستيفن لوبو على موقع IMDb (الإنجليزية)
- ستيفن لوبو على موقع ألو سيني (الفرنسية)
- ستيفن لوبو على موقع أول موفي (الإنجليزية)
- ستيفن لوبو على موقع قاعدة بيانات الفيلم (الإنجليزية)
- ستيفن لوبو على موقع كينوبويسك (الروسية)